# Malediwy na Mistrzostwach Świata w Lekkoatletyce 2013
Malediwy na Mistrzostwach Świata w Lekkoatletyce 2013 – reprezentacja Malediwów podczas czempionatu w Moskwie liczyła 1 zawodniczkę.

## Występy reprezentantów Malediwów
| Konkurencja          | Zawodnik   | Runda 1    | Runda 1 | Półfinał | Półfinał | Finał    | Finał   |
| Konkurencja          | Zawodnik   | Rezultat   | Pozycja | Rezultat | Pozycja  | Rezultat | Pozycja |
| -------------------- | ---------- | ---------- | ------- | -------- | -------- | -------- | ------- |
| Bieg na 200 m kobiet | Afa Ismail | 26,16 (SB) | 48.     | NQ       | NQ       | NQ       | NQ      |